# Číčov
Číčov este o comună slovacă, aflată în districtul Komárno din regiunea Nitra. Localitatea se află la altitudinea de 110 m deasupra n.m., se întinde pe o suprafață de 29,36 km2 și în 2017 număra 1.271 de locuitori.

## Istoric
Localitatea Číčov este atestată documentar din 1172.

## Demografie
| An:                | 1994 | 2004   | 2014   | 2024   |
| ------------------ | ---- | ------ | ------ | ------ |
| Număr de persoane: | 1373 | 1359   | 1267   | 1186   |
| Diferență:         |      | −1,01% | −6,76% | −6,39% |

| An:                | 2023 | 2024   |
| ------------------ | ---- | ------ |
| Număr de persoane: | 1192 | 1186   |
| Diferență:         |      | −0,50% |